# Skäraskog
Skäraskog este o arie protejată (arie specială de conservare — SAC, sit de importanță comunitară — SCI) din Suedia întinsă pe o suprafață de 21 ha, integral pe uscat.

## Localizare
Centrul sitului Skäraskog este situat la coordonatele 57°03′26″N 15°21′05″E / 57.0572°N 15.3514°E.

## Înființare
Situl Skäraskog a fost declarat sit de importanță comunitară în ianuarie 2002 pentru a proteja un număr necunoscut de specii din flora spontană și fauna sălbatică aflate în arealul zonei. Situl a fost protejat și ca arie specială de conservare în martie 2011.

## Biodiversitate
Situată în ecoregiunea boreală, aria protejată conține 6 habitate naturale: Pajiști uscate europene, Pajiști cu Molinia pe soluri calcaroase, turboase sau argilos-nămoloase (Molinion caeruleae), Fânețe de joasă altitudine (Alopecurus pratensis, Sanguisorba officinalis), Pajiști fino-scandinave uscate până la mezice, bogate în specii de altitudine mică, Pajiști din zone de pădure fino-scandinave, Pășuni din zone de pădure fino-scandinave.
La baza desemnării sitului se află un număr nedeclarat de specii protejate.